# Bothriurus huincul
Espèce
Bothriurus huincul est une espèce de scorpions de la famille des Bothriuridae.

## Distribution
Cette espèce se rencontre en Argentine dans la province de Neuquén et au Chili dans la région d'Araucanie.

## Description
La femelle holotype mesure 34,66 mm et le mâle paratype 39,74 mm.

## Publication originale
- Mattoni, 2007 : The genus Bothriurus (Scorpiones, Bothriuridae) in Patagonia. Insect Systematics & Evolution, vol. 38, no 2, p. 173-192 (texte intégral).